# Adéliepingvin

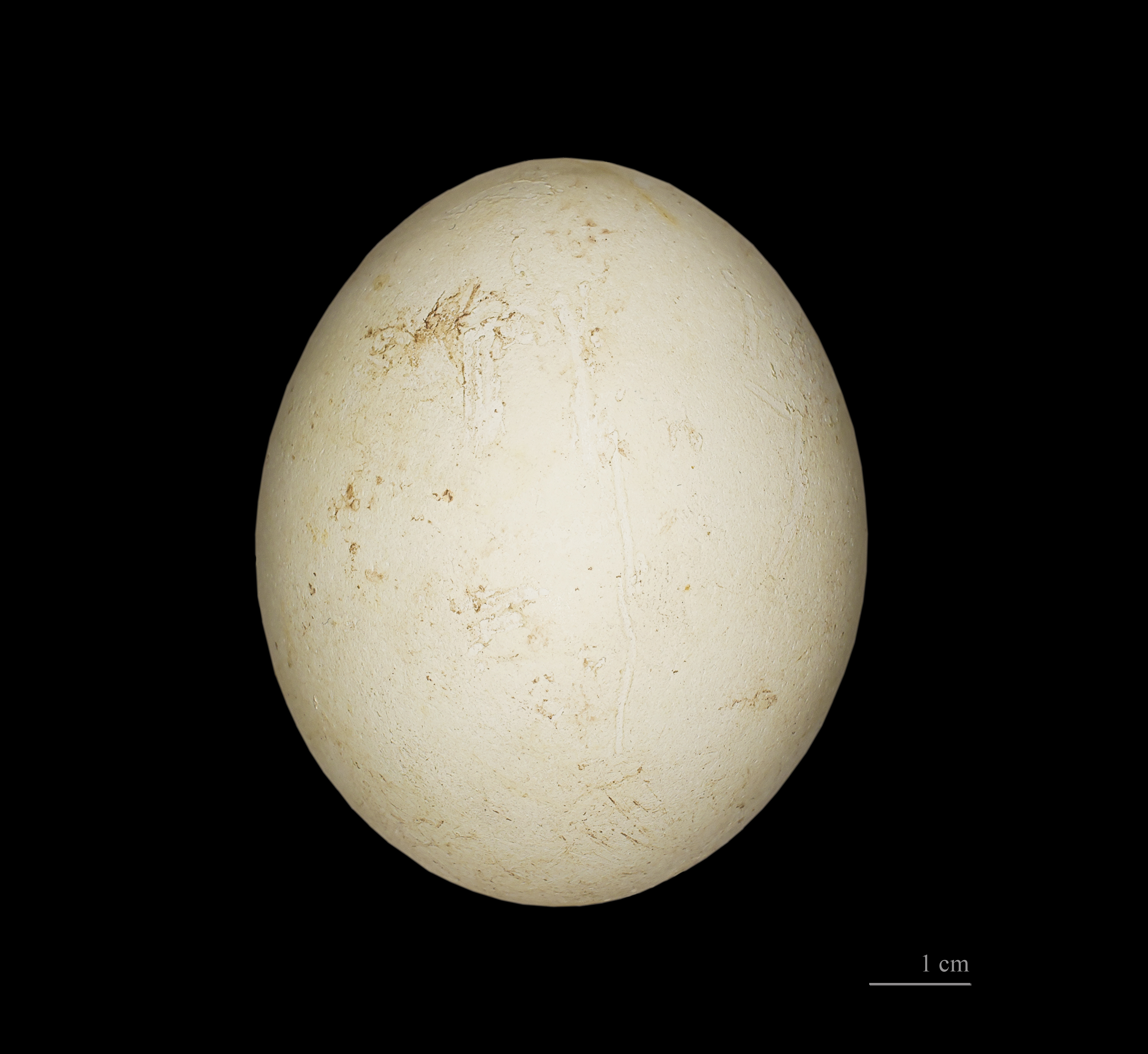
Pygoscelis adeliae

Adéliepingvin (Pygoscelis adeliae) är en pingvin som lever i Antarktis.

## Utseende
Honan hos adéliepingvin väger 3,9–4,7 kilogram och hanen 4,3–5,3 kilogram. Som vuxen är de cirka 73 centimeter långa, har svart rygg och huvud, och vit mage. Signifikant är den vita ringen runt ögat.

## Utbredning och levnadssätt
Adéliepingvinen förekommer utmed hela Antarktis kust och vid några av dess närliggande öar. Fåglarna sprider sig efter häckning till områden med beständig is för att rugga.

### Häckning
Adéliepingvinen häckar i kolonier med upp till flera hundra tusen pingviner på isfria klippiga kuster, ofta i stora öppna områden som kan ligga långt från öppet hav. De bygger ett bo av stenar där de sedan lägger ett eller två ägg. Dessa ruvas i 30–34 dagar och honan och hanen turas om med ruvningen. Efter 50–60 dagar lämnar ungarna sina föräldrar. Paret försvarar sitt bo aggressivt mot sina grannar.

### Föda
Födan består av krill, fisk, märlkräftor och bläckfiskar som den fångar genom att dyka ner till 150 meter, även om det mesta av födosökandet sker till 50 meters djup.
Arten kan vara 18 timmar i vattnet med korta pauser som är upp till 50 sekunder långa.

## Status och hot
Världspopulationen uppskattas numera till knappt 3,8 miljoner par. Tidigare behandlades adéliepingvinen som nära hotad, men undersökningar visar att populationen ökat på sistone, framför allt i östra Antarktis där huvuddelen av värdspopulationen häckar, men även vid Rosshavet och södra Antarktiska halvön söder om 66° S. Internationella naturvårdsunionen IUCN noterar dock att klimatförändringar tros kunna påverka beståndet norr om 70° S i framtiden, varför adéliepingvinens status kommer behöva följas och eventuellt omvärderas framöver.

## Namn
Pingvinens svenska och vetenskapliga artnamn kommer av området Adélieland i Antarktis, som i sin tur fått sitt namn efter Adèle Dorothée Dumont d’Urville (1798-1842, född Pepin), fru till den franske upptäcktsresanden Jules Dumont d’Urville.

## Bildgalleri

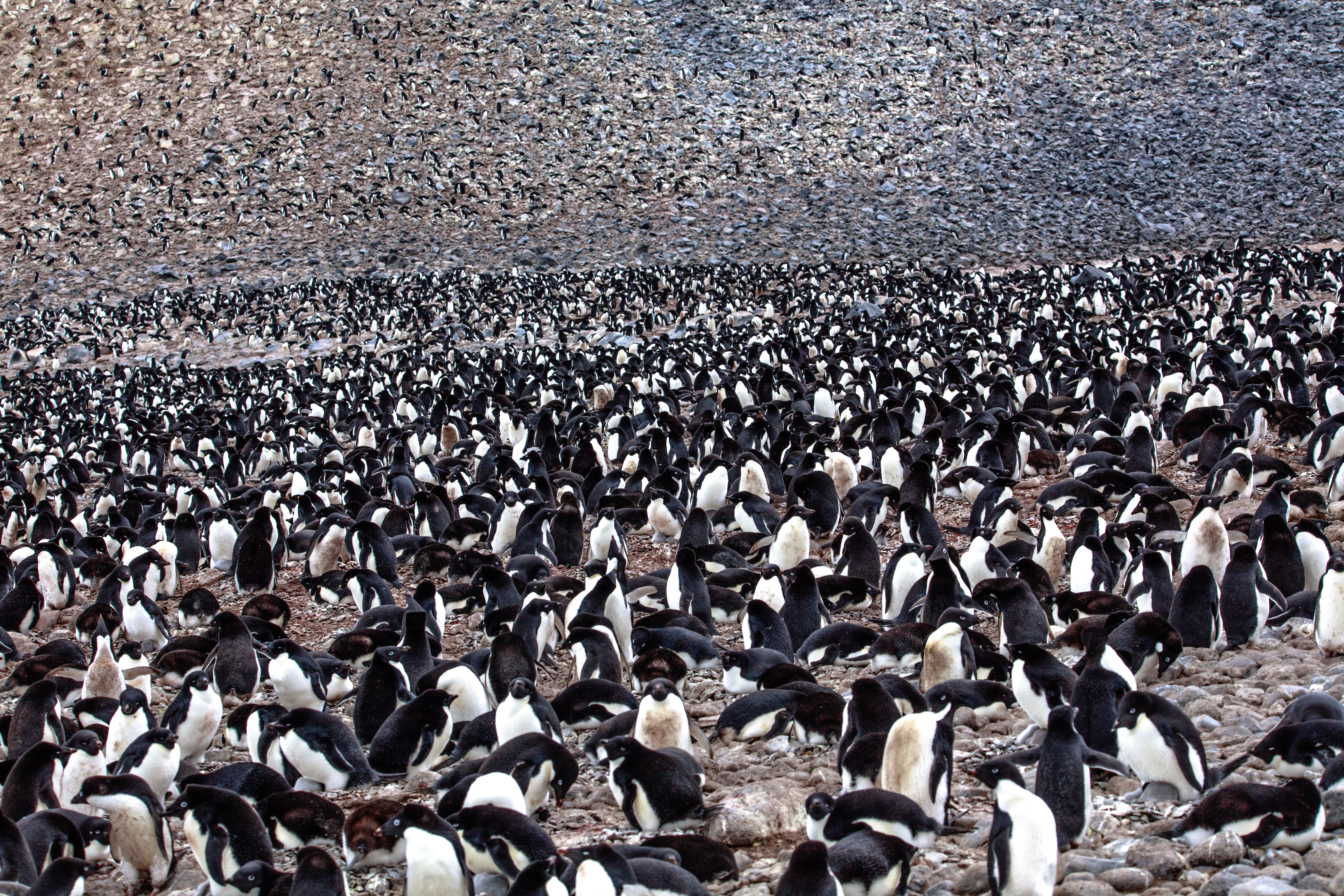
Adéliepingvinen bildar mycket stora häckningskolonier.
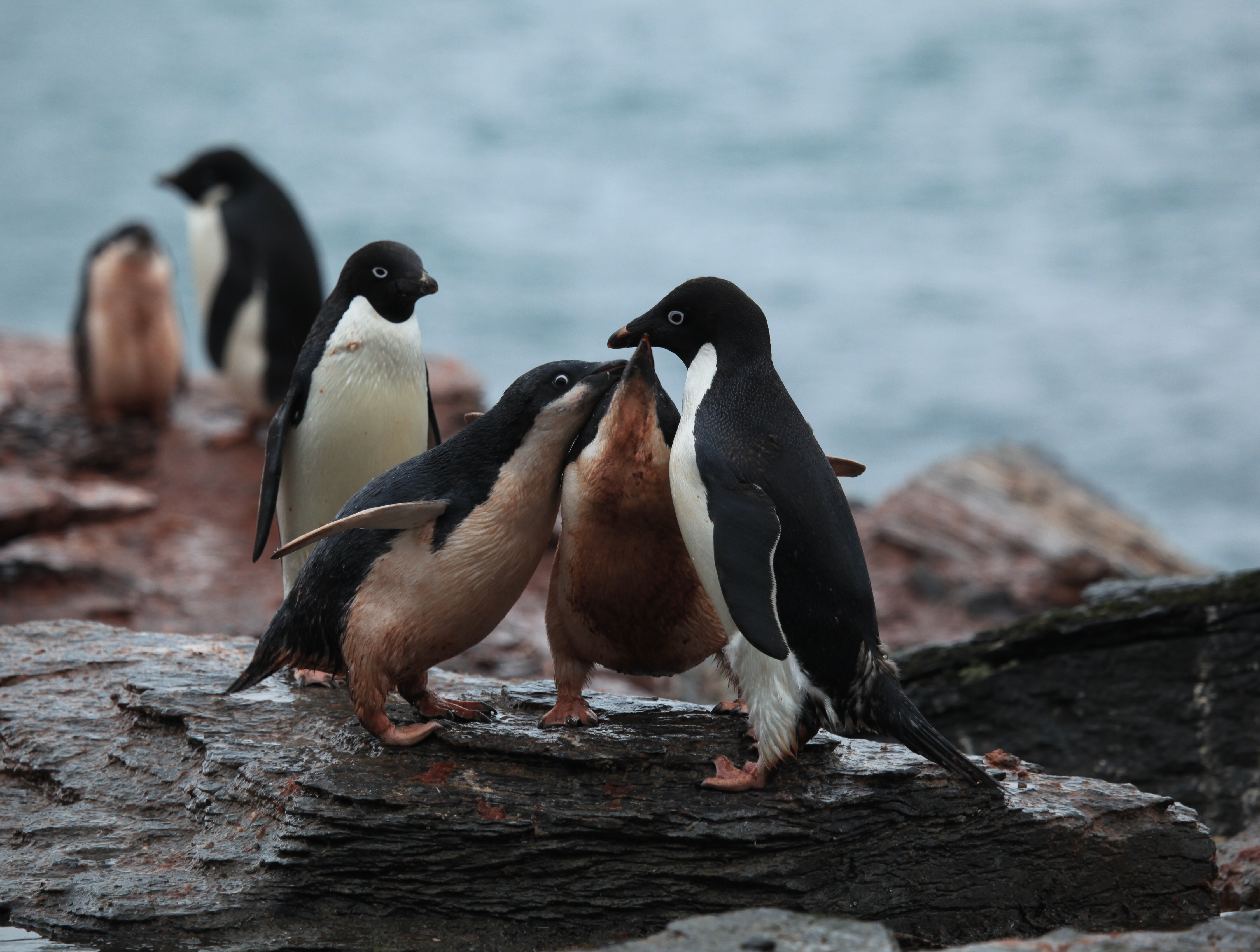
Adéliepingviner med ungar på Sydorkneyöarna.
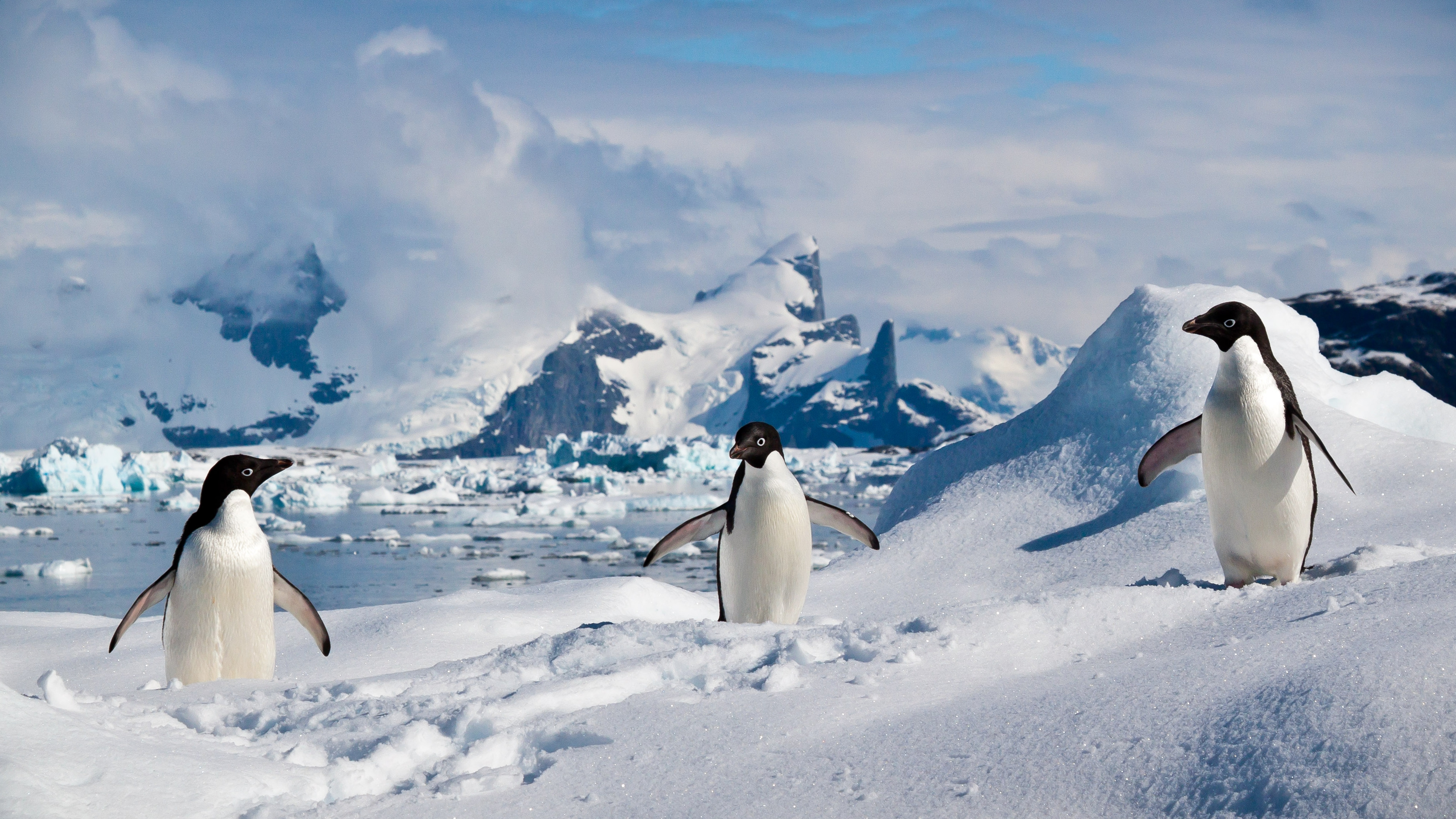
Adéliepingviner på Sydshetlandsöarna.
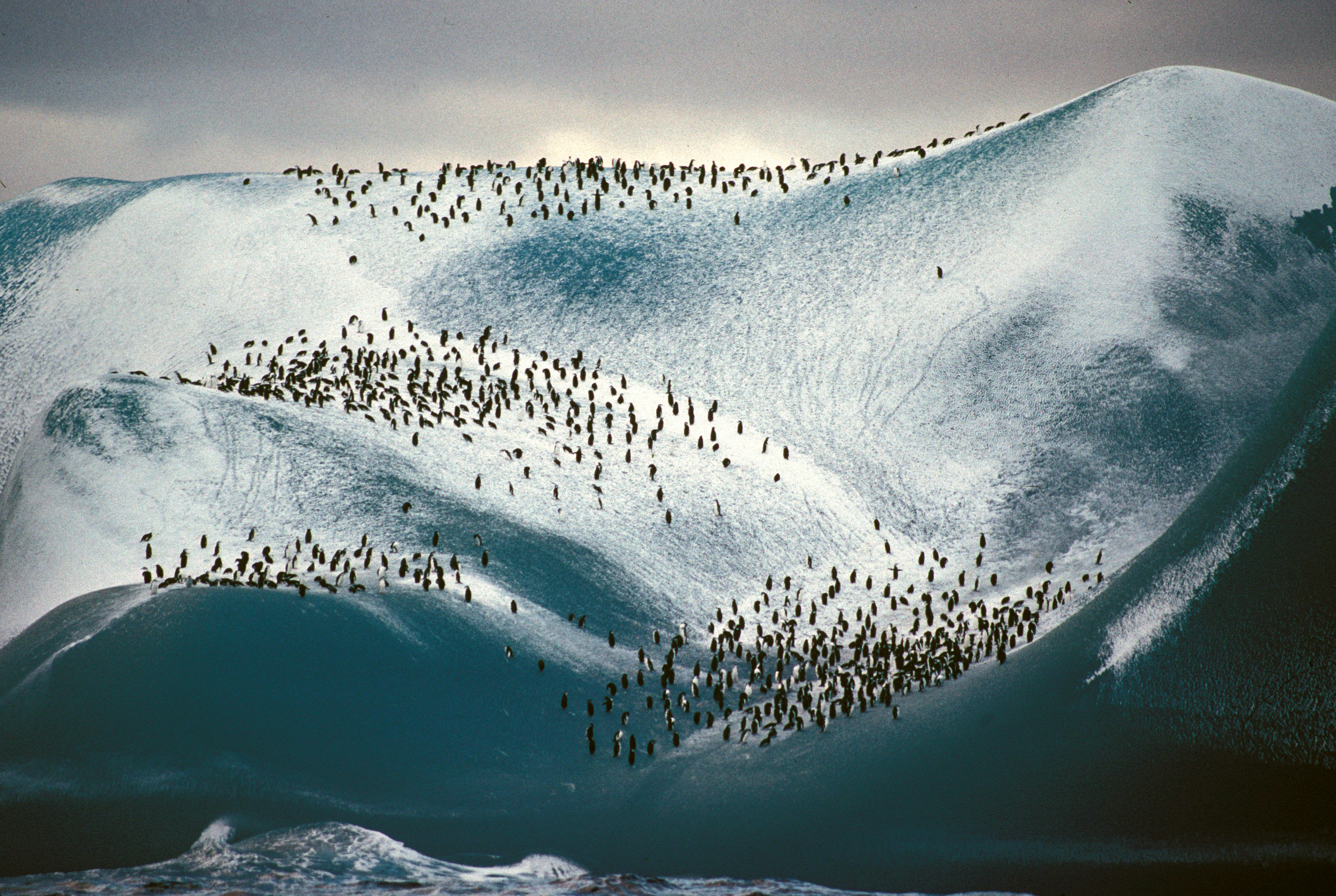
Adéliepingviner på ett isberg.
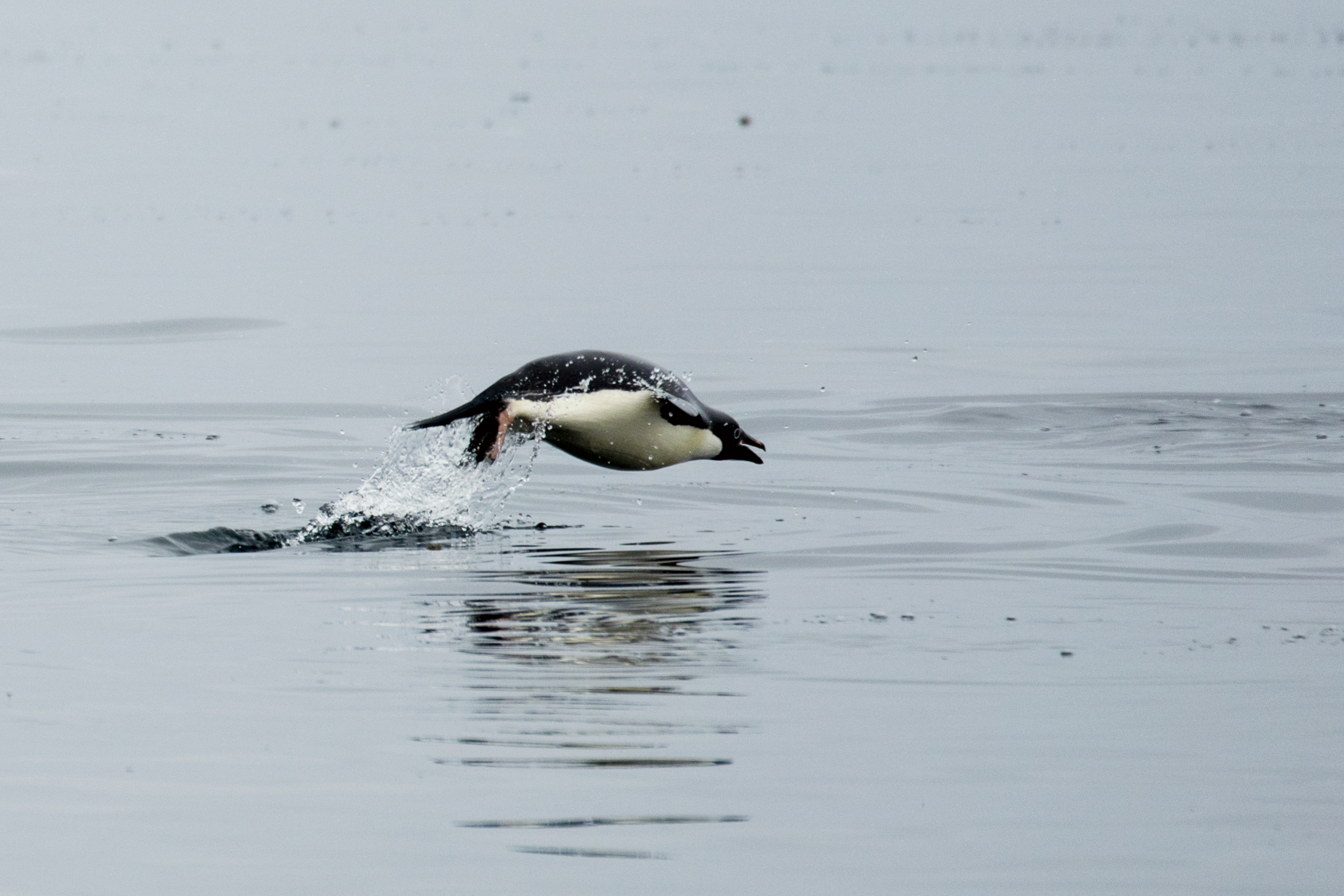
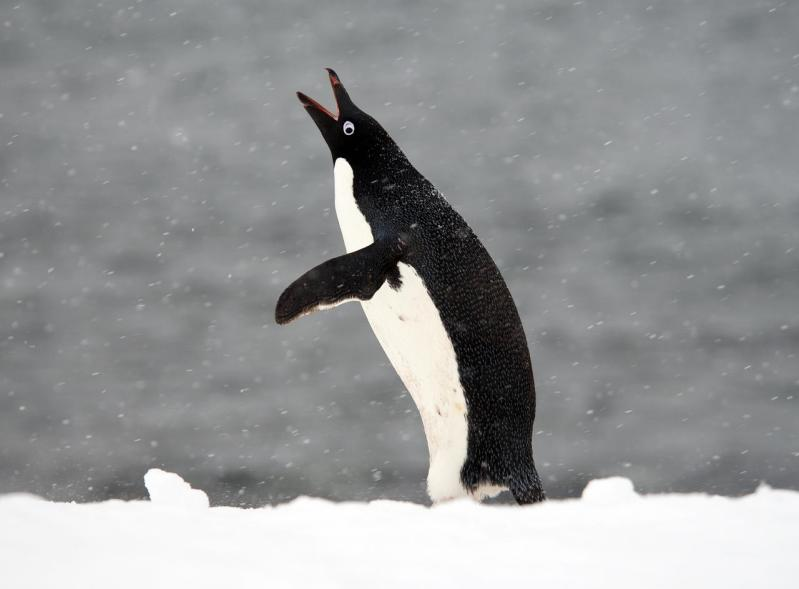
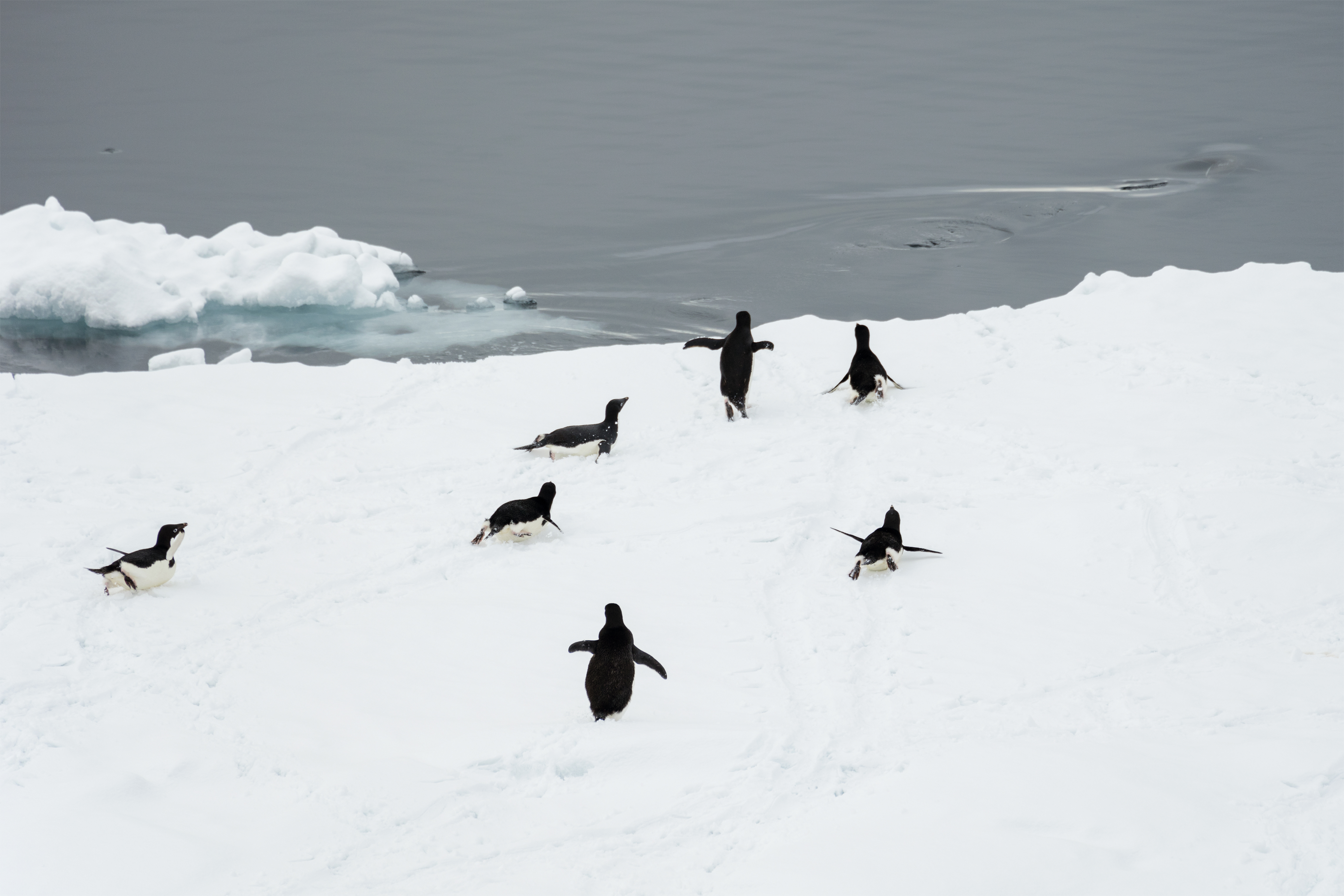